# Valdetorres de Jarama
Valdetorres de Jarama és un municipi de la Comunitat de Madrid (Espanya). El 2020 tenia 4.581 habitants.